# Шегрт, Владо
Владо Шегрт (сербохорв. Владо Шегрт / Vlado Šegrt; 18 декабря 1907, Аранджелово — 1 августа 1991, там же) — югославский боснийский военный и политический деятель, третий Председатель Президиума Народной Скупщины НР Боснии и Герцеговины (де-факто четвёртый руководитель НР Боснии и Герцеговины в составе социалистической Югославии), генерал-майор резерва, Народный герой Югославии.

## Биография
Родился 18 декабря 1907 в селе Аранджелово. Окончил школу в селе Ластве, до 1941 года занимался земледелием. Состоял в дружественных отношениях с представителями рабочего движения. В 1928 году был принят в Союз коммунистической молодёжи Югославии, в 1931 году вошёл в Коммунистическую партию Югославии. Состоял в руководстве отделения партии в Грахово. В 1936 году вошёл в состав городского, а в 1939 году и районного комитета города Требинье.
В 1941 году Владо нёс службу в армии Королевства Югославия. На момент начала Апрельской войны находился в Которском заливе, однако отказался складывать оружие после капитуляции страны и сбежал домой, скрываясь от итальянских оккупантов, усташей и сербских коллаборантов. В своём селу он сформировал партизанскую роту, став её политруком. В сентябре 1941 года его рота одержала несколько побед в боях с итальянцами и усташами, что повлияло на дух местного населения и привело к росту количества участников Народно-освободительного движения. Близ села Кленко 6 января 1942 Владо и его рота разгромили итальянскую колонну, захватив огромное количество оружия и припасов.
За годы войны Шегрт занимал, помимо должности политрука роты, следующие должности: командир батальона имени Луки Вукаловича, командир 1-го герцеговинско-черногорского ударного партизанского батальона (с 28 января 1942), командир северногерцеговинского партизанского отряда (с апреля 1942), командир герцеговинского партизанского отряда (с середины июня 1942), командир 10-й герцеговинской ударной бригады (с 10 августа 1942), заместитель командира 3-й ударной дивизии и командира 29-й герцеговинской дивизии (с середины ноября 1943 и до конца войны).
10-я герцеговинская бригада под командованием Владо Шегрта участвовала в боях в Западной и Центральной Боснии: на Купресе, около Имотски и Посушья, около Мрконич-Града, за Гламоч, Яйце, Бусоваче, Турбет, Жепче, Прозор и Раме. В битвах за Прозор и Раму, на Неретве, в Невесинье и Гацаке с марта по апрель 1943 года бойцами бригады были разгромлены силы итальянцев, четников и усташей. В битве на Сутьеске 10-я герцеговинская ударная бригада под командованием Владо сражалась на Пивски-Яворке, Волуяке, Магличе и в долине Сутьески. Будучи командиром 29-й дивизии, Шегрт вёл бои в Герцеговине, за Дубровник и Герцег-Нови, Мостар и Сараево, Триест и Любляну. Был послом антифашистских вече Боснии и Герцеговины и Югославии. С сентября 1944 года член Областной Народно-освободительной скупщины и Областного совета Народно-освободительного фронта Герцеговины. Войну закончил в звании генерал-майора.
Шегрт занимал в послевоенные годы разные должности, начав с должности министра сельского хозяйства НР Боснии и Герцеговины с 1945 по 1948 годы. Позднее он возглавлял Президиум Народной скупщины НР Боснии и Герцеговины с 1948 по 1953 годы, а также был заместителем председателя. До 1967 года был членом Скупщины Боснии и Герцеговины и Союзной Скупщины. Состоял до 1965 года в ЦК КПЮ и Политбюол ЦК КП БиГ, был членом Союза социалистического рабочего народа Боснии и Герцеговины и всей СФРЮ до 1963 года, также состоял в Союзе ветеранов Народно-освободительной войны и в Совете Федерации. Издал мемуары в 1954 году.
Скончался 1 августа 1991 в Аранджелово, родном селе. Там же и похоронен. Награждён рядом орденов и медалей, в том числе советским Орденом Кутузова II степени. Народный Герой Югославии: звание присвоено указом от 20 декабря 1951.

### Упоминания
- Војна енциклопедија (књига девета). Београд 1975. година.
- Народни хероји Југославије. «Младост», Београд 1975. година.

### Личные труды
- Кровь на камне (Крв на камену). Сараево, 1954 год.